# Wilfried Ehrler
Wilfried Ehrler (* 20. Mai 1929; † 2. Februar 2016) war ein deutscher Sportwissenschaftler. Er war einer der „Gründungsväter“ des Ausdauerdreikampfs (Triathlon) in der Deutschen Demokratischen Republik.

## Leben
Ehrler studierte in den 1950er Jahren an der Deutschen Hochschule für Körperkultur (DHfK) in Leipzig, Er war hernach am Institut für Freizeit- und Erholungssport der DHfK als Hochschullehrer tätig, 1972 legte er seine Doktorarbeit zum Thema „Untersuchungen zur Anwendbarkeit eines objektivierten Verfahrens der Bedarfsermittlung von Sporteinrichtungen in unterschiedlichen Einzugsbereichen“ vor.
In seiner wissenschaftlichen Tätigkeit beschäftigte sich Ehrler unter anderem mit Freizeitspielen wie Miniaturgolf, Krocket, Pendelball, Pritshentennis, Shuffleboard, Indiaca, Ringtennis und Federball. Des Weiteren standen Themen wie sportliche Betätigungsmöglichkeiten im Wohnumfeld sowie in Betrieben, der Einfluss der Sportgemeinschaften des DTSB der DDR auf das Sporttreiben der Bevölkerung, trainingswissenschaftliche Aspekte der Leichtathletik, Breitensportaspekte des Skilaufs und der Bereich „Ausdauertraining und Gesundheit“, im Mittelpunkt seiner sportwissenschaftlichen Arbeit. Ehrler war im Weltrat für Körpererziehung im Sport Mitglied des Ausschusses für Freizeit- und Erholungssport.
Zum 1998 von Jochen Hinsching herausgegebenen Buch „Alltagssport in der DDR“ trug Ehrler die Aufsätze „Das Sportabzeichen der DDR: Zwischen Absicht und Wirklichkeit“, „Triathlon in der DDR: Breitensport unter Modernisierungsdruck“ bei.
Er beschäftigte sich zudem eingehend mit der Sportart Triathlon, anfänglich unter der Bezeichnung Ausdauerdreikampf. 1987 brachte er gemeinsam mit Christian Menschel und Jochen Meyer das Buch „Triathlon: Ausdauer dreidimensional“ heraus. Anlässlich seines Todes im Jahr 2016 wurde Ehrler von der Deutschen Triathlon Union (DTU) als „einer der Gründungsväter des Triathlonsports in der DDR“ bezeichnet.
Als Leiter des „Leipziger Meilenkomitees“ war er 1979 entscheidend an der erstmaligen Austragung der Leipziger Pokalläufe (später Stadtranglistenläufe) beteiligt. Ehrler wurde als „Nestor der Leipziger Laufbewegung“ bezeichnet. 1984 war er Mitinitiator des ersten Leipziger Ausdauerdreikampfes (Triathlon) am Kulkwitzer See. Zwischen 1984 und 2004 war er für die Organisation der Veranstaltung zuständig. Ehrler war 1990 Gründungsmitglied des Leipziger Triathlon e.V.
Nach dem Ende der DDR war Ehrler am Zusammenschluss der beiden Fachverbände aus BRD und DDR beteiligt, hatte zeitweilig bei der Deutschen Triathlon Union das Amt des Vizepräsidenten inne und wurde 1994 Ehrenpräsident der DTU.
Als aktiver Sportler nahm Ehrler 27 Mal am GutsMuths-Rennsteiglauf teil und wurde Deutscher Meister im Rugby.